# 高凰京
高 凰京（コ・ファンギョン、朝鮮語: 고황경、1909年3月6日 - 2000年11月2日）は、大韓民国の社会学者、大学教授、女性運動家。ソウル女子大学校初代総長。
本貫は済州高氏、号はパロム（바롬）。

## 経歴
1909年3月6日、ソウルにて1男3女中の次女として生まれた。黄海道恩津義塾を経て、1924年に京城女子高等普通学校（現・京畿女子高等学校）、1928年に同志社女子専門学校（現・同志社女子大学）英文学科、1931年に同志社大学法学部、1933年にミシガン州立大学大学院卒（経済学修士）。1935年にミシガン州立大学で社会学の博士課程を修了して帰国し、1944年までに梨花女子専門学校（現・梨花女子大学校）の教授を務め、法学、経済学、社会学、英語などを教えた。1937年1月に京城放送局ラジオ放送婦人講座担当講師に委嘱され、同月に朝鮮総督府学務局主導の朝鮮婦人問題研究会の発起人を務めた。1937年4月に音楽科教授の姉の高鳳京と共に京城姉妹院を設置し、院長を務めた。同年5月にミシガン州立大学大学院の社会学専攻で哲学博士号を取得し、韓国史上3番目の女性博士となった。同年8月には愛国金釵会の発起人となり、幹事を務めた。1938年6月ごろ、朝鮮女子キリスト教青年会連合会（YWCA）が世界YWCA協議会を脱退し、日本女子キリスト教青年会同盟への加入を決議する時、金活蘭、兪珏卿、朴瑪利亜と共に実行委員に選任された。1941年8月には臨戦対策協議会の設立に参加し、10月には朝鮮臨戦報国団の発起人を務め、12月には婦人代指導委員に任命された。1942年1月には国民総力朝鮮連盟婦人指導委員に選任され、6月には参事に任命された。1942年ごろには行くところのない女性にハングルを教え、経済的自立教育を行う女性感化院の家政寮と生後1ヶ月未満の棄児を収容する乳児院を運営し始めた。戦争が終盤になると食糧難が激しくなり、身寄りのない少女たちを連れて鉄原で農業をしながら解放を迎えた。第二次世界大戦期には侵略戦争を美化し、朝鮮人の戦争協力と女性を対象に徴兵参加を奨励する文を『半島の光』に多数寄稿した。
解放後の1945年8月には朝鮮在外戦災同胞救済会の評議員を務めた。同年10月には母校の京畿公立高等女学校長、11月には朝鮮教育審査委員会第5分科委員会（中等教育担当）の委員となり、米軍政庁の初代婦女局長を務めた。1947年3月にはインドのニューデリーで開かれた「汎アジア会議」で韓国代表として参加し、1949年には渡米しプリンストン大学とコロンビア大学で約1年間滞在して「人口問題」を研究した。その後はイギリスとアメリカで研究活動を行い、1957年に韓国に帰国した。同年には梨花女子大学校社会学科の創設を主導し、1958年4月に社会学科長となり、1960年3月までに社会学科の教授を務めた。1958年3月、大韓オモニ会を設立し首席最高委員に選任された。同年に財団法人チョンウィ学園理事、1961年4月にソウル女子大学校初代総長、同年11月に再建国民運動本部中央委員会委員、1963年にガールスカウトの大韓少女団連合会長、国際連合韓国協会理事兼副会長、1968年に国民教育憲章制定委員、1971年11月に国語純化運動全国連合会長、1981年に平和統一政策諮問会議常任委員、1983年に殉国烈士金瑪利亜記念事業会長をそれぞれ歴任した。
1984年4月からはソウル女子大学校名誉学長、1989年3月に名誉総長になったが、名誉学長在任中の2000年11月2日に持病により死去、享年91。終身未婚。死後は親日反民族行為者に認定された。